# Kiyono Kenji
Kiyono Kenji (japanisch 清野 謙次; * 14. August 1885 in der Präfektur Okayama; † 27. Dezember 1955 in Meguro, Tokio) war ein japanischer Arzt, Anthropologe und Archäologe. Er ist in der Medizin für die Entdeckung der Vitalfärbung bekannt, in der Archäologie für seine Kontroverse über die Herkunft der Japaner. Er verursachte zudem einen Universitätsskandal durch ein Diebstahldelikt. Kiyono war verheiratet mit Fumi Yasuba, der Tochter des Geschäftsmanns und Politikers Yasuba Suenobu (1858–1930). Die Ehe blieb kinderlos.

## Leben und Wirken
Kiyono wurde 1885 als ältester Sohn von Kiyono Yū, dem Leiter der Medizinschule in Okayama, geboren. Sein Vater war ein Experte in klinischer Medizin und als solcher Alumnus der Kaiserlichen Universität Tokio und Leiter der Medizinschule und des Krankenhauses Osaka. Auch Kiyonos Großvater Ichigaku hatte bereits als Arzt im edozeitlichen Numazu-Han gewirkt. Kiyono besuchte die Kitano Mittelschule und danach die 6. Oberschule. Er wollte Archäologe werden, doch sein Vater verbot es ihm, sodass er Medizin an der Universität Kyōto studierte.
Nachdem er 1909 sein Studium abgeschlossen hatte, wurde er Assistenzarzt beim Pathologen Fujinami Akira und begann zur Körperfärbung zu forschen. Von 1912 bis 1914 studierte Kiyono bei Ludwig Aschoff an der Albert-Ludwigs-Universität Freiburg als Auslandsstudent. 1914 entdeckte er die geschlechtlichen Histiozyten. Nach seiner Rückkehr nach Japan hielt er Vorlesungen an der Universität Kyōto, wo er 1916 promovierte und 1921 zum Professor berufen wurde. 1917 war er erneut zu Studienzwecken in Deutschland und Frankreich. 1922 wurde Kiyono für seine Forschung zur Körperfärbung mit dem Japan Academy Award (帝国学士院賞 Teikoku gakushiin-shō) geehrt.
1918 beteiligte er sich an den Ausgrabungen des „Provinzamtes“ (国府遺跡 Kō iseki) in Fujidera. Zu jener Zeit fand und trug man in ganz Japan Menschenknochen aus der Altsteinzeit und menschliche Überreste aus Ainu-Gräbern zusammen. Mehr als 1000 Knochen bzw. Fragmente kremierter Menschen sammelte man von den Fundplätzen ein. Von 1924 an befasste Kiyono sich als Pathologe mit den Knochenfunden. Er stellte fest, dass sich die Knochen der Ainu von denen der Jōmon-Bevölkerung unterschieden. Seiner Auffassung nach gab es in Japan eine eigene, sich von den Ainu unterscheidende Spezies Mensch, den Steinzeitmenschen, der der Vorfahre sowohl des Jōmon-Menschen wie der Ainu war. Seine Untersuchungen basierten auf Skelettfunden aus der Zeit 5000 bis 4200 BP des Fundplatzes Tsukumo, den Kiyono von 1920 bis 1922 ausgegraben hatte. Diese Erkenntnisse publizierte er in einer „Abhandlung über den japanischen Urmenschen“ (日本原人論 Nihon genjin-ron), womit er der Jōmon-Ainu-Theorie (縄紋人アイヌ説) des Anatomen und Anthropologen Koganei Yoshikiyo (1859–1944), der an der Universität Tokio lehrte, widersprach. Durch die 1926 folgende Veröffentlichung des Artikels der „Steinzeitmensch von Tsukumo als Ausklang der Ainu“ (津雲石器時代人はアイヌ人なりや Tsukumo sekkijidainin wa Ainu nariya) brach ein wissenschaftlicher Disput aus, in dem sich am Ende Kiyonos Theorie bestätigte. Im gleichen Jahr wurde er Nachfolger seines ehemaligen Lehrers Fujinami in Tokio und baute die durch einen Brand 1924 verlorengegange wissenschaftliche Sammlung des medizinischen Instituts wieder auf.
1938 erschien eine deutschsprachige Zusammenfassung seiner Forschung zur Körperfärbung. Im gleichen Jahr wurde er wegen eines Diebstahldeliktes von seiner Professur entbunden. Kiyono besaß zeit seines Lebens eine ausgeprägte Sammelleidenschaft für volkskundliche Materialien, Bücher und Dokumente, die skurrile, manische Ausmaße annahm. 1938 entdeckte man, dass er im Tempel Jingo-ji in Kyōto Schriften und alte Bücher entwendet hatte. Aufgrund seines Renommees war es Kiyono erlaubt, im Tempel ein und auszugehen. Als er am 30. Juni auf dem Weg nach Hause war, geriet er in eine Polizeikontrolle, bei der zehn Bücher des Tempels in seiner Aktentasche aufgefunden wurden, wodurch der Diebstahl aufgedeckt wurde.
Daraufhin stellte man fest, dass Kiyono weitere 630 Dokumente aus 22 Tempeln in Kyōto und 1360 Bücher aus seinem Zimmer an der Universität unerlaubt mit nach Hause genommen hatte. Im Gerichtsverfahren wurde er zu fünf Jahren Haft mit zwei Jahren auf Bewährung verurteilt. Dies führte zu seiner Entlassung und zu der Forderung, Hamada Kōsaku möge als Präsident der Universität zurücktreten. Vom 10. Juli 1938 an saß Kiyono für ein halbes Jahr im Gefängnis in Kyōto. Unmittelbar danach wurde eine Neuwahl des Universitätspräsidenten anberaumt. Noch bevor die Wahl stattfinden konnte, starb Hamada Kōsaku plötzlich und überraschend am 25. Juli, wodurch sich aus dem Vorfall ein Universitätsskandal entwickelte. Kiyono wurde schließlich am 8. Januar 1939 von seinen Aufgaben entbunden.
Danach lebte er in der Nähe des Ryūsenji-Tempels in Meguro und arbeitete in Teilzeit für die Japan Pacific Islands Association (太平洋協会 Taiheiyō kyōkai), die 1938 gegründet worden war, und er setzte sich als Anthropologe für die Einrichtung einer Großostasiatischen Wohlstandssphäre ein. Er blieb Mentor seines Schülers Ishii Shirō, der mit der Einheit 731 in der Mandschurei Experimente an Menschen durchführte. Als sein Wohnhaus in Meguro zerstört wurde, zog er nach Kihara (heute: Miho) in der Präfektur Ibaraki, wo er sieben Jahre in Abgeschiedenheit verbrachte.
Nach dem Krieg entging er aufgrund einer geheimen Vereinbarung mit Amerika einem Kriegsgerichtsverfahren und arbeitete als Leiter eines Forschungsinstituts im Gesundheitswesen. Noch während des Krieges schrieb er eine Abhandlung über die japanische Rasse auf der Basis seiner Erforschung menschlicher Knochen des Altertums (古代人骨の研究に基づく日本人種論, 1949 veröffentlicht). Es folgten 1955 das Buch „Geschichte der japanischen Archäologie und Anthropologie“ (日本考古学・人類学史 Nihon kōkogaku jinruigaku-shi) und 1969 posthum Forschung zu japanischen Muschelhaufen (日本貝塚の研究 Nihon kaizuka no kenkyū). 1953 zog er nach Meguro zurück. Zwei Jahre später starb er unerwartet an einem Herzinfarkt.